# Ruta dels oficis d'ahir
La Ruta dels oficis d'ahir és una ruta que aglutina nou museus etnogràfics de la comarca de l'Alt Urgell. La ruta a més forma part del projecte Museus en xarxa, una iniciativa Comunitària Leader Plus, de diversificació econòmica de les zones rurals, que s'ha dut a terme en cooperació transnacional entre el Consorci Alt Urgell XXI i el GAL Baldo Lessinia (Vèneto, Itàlia) per potenciar ambdós territoris a través de les seves xarxes de museus.
Els museus que en formen part són:
- Museu dels Raiers
- Pou de gel d'Oliana
- Farinera de la Trobada
- Museu de la Vinya i el Vi de Muntanya
- Museu de les Trementinaires
- Fàbrica de llanes d'Arsèguel
- Museu de l'acordió d'Arsèguel
- Museu del Pagès de Calvinyà
- Sala d'Exposicions i les Homilies d'Organyà

## Història
Aquesta ruta es va crear arran de la creació del consorci Ruta dels oficis d'ahir format pels ajuntaments de Coll de Nargó, Oliana, Montferrer i Castellbò, el Pont de Bar, Josa i Tuixén i el Consell Comarcal de l'Alt Urgell. El consorci es va constituir l'any 2006 però els museus van ser creats entre els anys 1997 i 1998. Aquest consorci té l'objectiu de promocionar conjuntament aquesta sèrie d'espais etnogràfics, a més de la col·laboració en la recerca, conservació i difusió d'aquest patrimoni.